# Saint-Pierre-de-Chartreuse
Saint-Pierre-de-Chartreuse este o comună în departamentul Isère din sud-estul Franței. În 2009 avea o populație de 999 de locuitori.

## Evoluția populației
| An        | 1975 | 1982 | 1990 | 1999 | 2006 | 2009 |
| --------- | ---- | ---- | ---- | ---- | ---- | ---- |
| Populație | 565  | 563  | 650  | 770  | 851  | 999  |